# Antrozoologia
Antrozoologia (també coneguda com a estudis animals humans-no humans, o HAS) és l'estudi de la interacció entre els humans i altres animals. És un camp científic modern i interdisciplinari i s'ensolapa amb un gran nombre d'altres disciplines, incloent l'antropologia, etologia, medicina, psicologia, medicina veterinària i la zoologia.
Gràcies a l'estudi combinat de tantes disciplines s'han pogut observar, per exemple, els beneficis de l'enllaç dels animals i les relacions socials de la infància contribuint a l'empatia i la responsabilitat. Un enfocament principal de la recerca antrozoològica és quantificar els efectes positius de les relacions humanes-animals i l'estudi de les seves interaccions.
Antrozoologia pot definir com és la relació segons la comesa de cada espècie pel que fa a l'individu i la societat.